# الخرنفش
الخرنفش شياخة من حي وسط القاهرة في القاهرة الإسلامية، وهو واحد من ثمانية عشر حيا وشياخة على جنبات شارع المعز لدين الله، وهو شارع اشتهر بدار كسوة الكعبة، ومدرسة الفرير، وعطفة أبو طاقية.

## تسمية
«الخرنفش» تحريف «الخرنشف»
- قيل: أنه كان في العصر الفاطمي ميدان صغير وإسطبل للخلفاء بجوار بستان الكافور.[2]
- وقيل: أن «الخرشنف» ما يتحجر من وقود الحمامات ويستعمل مع الجير مادة لاصقة (مونة بناء) واستعمله العزيز بالله في بناء الإسطبلات الخليفية بجوار القصر الغربي.[4]

## موقع
يحده من الغرب حارة خميس العدس وحارة اليهود، ومن الجنوب عطفة المصفى وعطفة الذهبي، ومن الشرق حارة البرقوقية، واشتهر حي الخرنفش لآثاره.

## معالم
يضم عددا من الأسبلة والمساجد ومدرسة الفرير، وورش الفضة والذهب والمشغولات النحاسية 
- كنيسة زويلة
- سبيل طه حسين

في العصر العثماني أنشئت فيه عدة مساجد أشهرها
- مسجد عبد اللطيف القرافي بني عام 995هـ-1586م، ولم تبق إلا واجهته
- مسجد محب الدين أبو الطيب بخان أبو طاقية، أنشئ أوائل القرن السادس عشر، له إيوانان وصحنه مفروش بالرخام، ومنبره دقيق الصنعة مرصع بالعاج والأبنوس.[2]
- بالقرب من مشغل الكسوة كانت الدار الإلهامية أو دار الخرنفش بناها عباس حلمي الأول أثناء ولايته وسماها نسبة لابنه إبراهيم إلهامي وبعد موتهما أنعم بها الخديو إسماعيل على السيد علي البكري نقيب الأشراف بدلا من داره.[4]

### دار كسوة الكعبة
دار كسوة الكعبة تأسست عام 1233هـ، وما زالت موجودة ، ظلت تعمل حتى عام 1962م. وكان يقام حفل رسمي كبير في حي الخرنفش أمام مسجد القاضي عبد الباسط (قاضي قضاة مصر ووزير الخزانة العامة والمشرف على صناعة الكسوة الشريفة)، ثم تخرج الكسوة في احتفال بهيج وتخرج وراءها الجموع إلى ميدان الرملية قرب القلعة. وكان مكان هذا المشغل ورشة خميس العدس، كان قد أنشاها محمد على باشا لعمل آلات أصولية مثل السندانات والمخارط الحديد والقواديم والمناشير وأدوات الأنوال لصناعة غزل ونسيج الحرير والقطن والمقصبات (التي بها خيوط من الذهب أو الفضة أو خيوطه مطلية بإحداهما)، وكانت قد أبطلت تلك الورشة بعد وفاة محمد علي وجعل محلها مشغل الكسوة الشريفة.
وحديثا

### مدرسة الفرير
مدرسة القديس يوسف (أو «الفرير») أنشئت في يوليو عام 1858م، وقد أهدى أرضها سعيد باشا (خديو مصر) إلى الإخوة الرهبان الذين أسسوها، تخرج منها عديد المشاهير والزعماء. واستقبلت المدرسة وقتها أبناء الفقراء والأغنياء على حد سواء، وفي عام 1864 أرسل إليها الخديو إسماعيل اثني عشر من شباب الأسرة العلوية بهدف إعدادهم لشغل بعض الوظائف الرئيسية في الدولة. وقد تخرج منها
- الزعيم سعد زغلول
- الزعيم مصطفى كامل
- الفنان نجيب الريحاني
- الملحن فريد الأطرش
- رشدي أباظة
- عبد الفتاح القصري
- المخرج حسن الإمام
- المطربة فتحية أحمد
- الملحن داود حسني
- الممثل بشارة واكيم

طائفة المدرسة الإفرنج الكاثوليك وتقع عند نهاية شارع الخرنفش من جهة شارع الخليج. وفي عام 1995 تم افتتاح المبنى الجديد للمدرسة.

### عطفة أبو طاقية
في قلب حي الخرنفش تمتلئ عطفة «أبو طاقية» بالبنايات القديمة المتلاصقة، واشتهرت بورش الفضة والذهب ومشغولات النحاس، فيعيش ويعمل في الحي منذ قرون شيوخ هذه الصنعة وقد تتلمذوا على يد يهود مصر، الذين اشتهروا بإتقان الحرفة.

## أعلام
سكن جمال عبد الناصر الخرنفش عام 1933م، عندما انتقل والده من السويس إلى القاهرة ليصبح مأمورا لمكتب بريد حي الخرنفش، وقد استأجر الوالد منزلا من أحد اليهود قريبا من مكتب البريد عاش فيه حتى توفي.